# Pseudopolydora corallicola
Pseudopolydora corallicola är en ringmaskart som beskrevs av Woodwick 1964. Pseudopolydora corallicola ingår i släktet Pseudopolydora och familjen Spionidae. Inga underarter finns listade i Catalogue of Life.